# Àrea de Brodmann 22

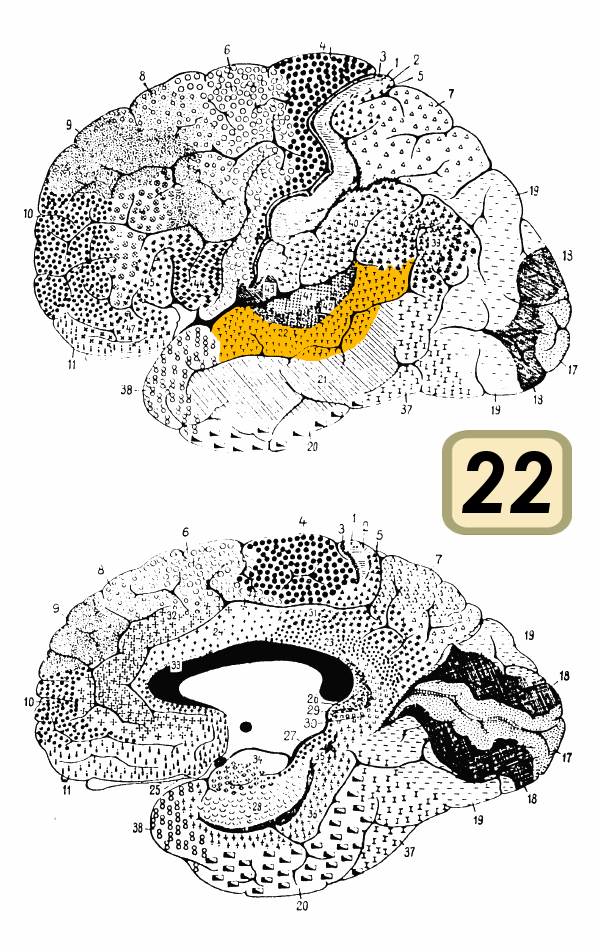
Àrea de Brodmann 22

L'àrea de Brodmann 22 és una àrea de Brodmann que es troba citoarquitectònicament a la circumvolució temporal posterior superior del cervell. A l'hemisferi cerebral esquerre, és una porció de l'àrea de Wernicke. L'hemisferi esquerre BA22 ajuda en la generació i comprensió de paraules individuals. Al costat dret del cervell, BA22 ajuda a discriminar el to i la intensitat del so, tots dos necessaris per percebre la melodia i la prosòdia. L'àrea de Wernicke és activa en el processament del llenguatge i consisteix en l'àrea de Brodmann esquerra 22 i l'àrea de Brodmann 40, el gir supramarginal.

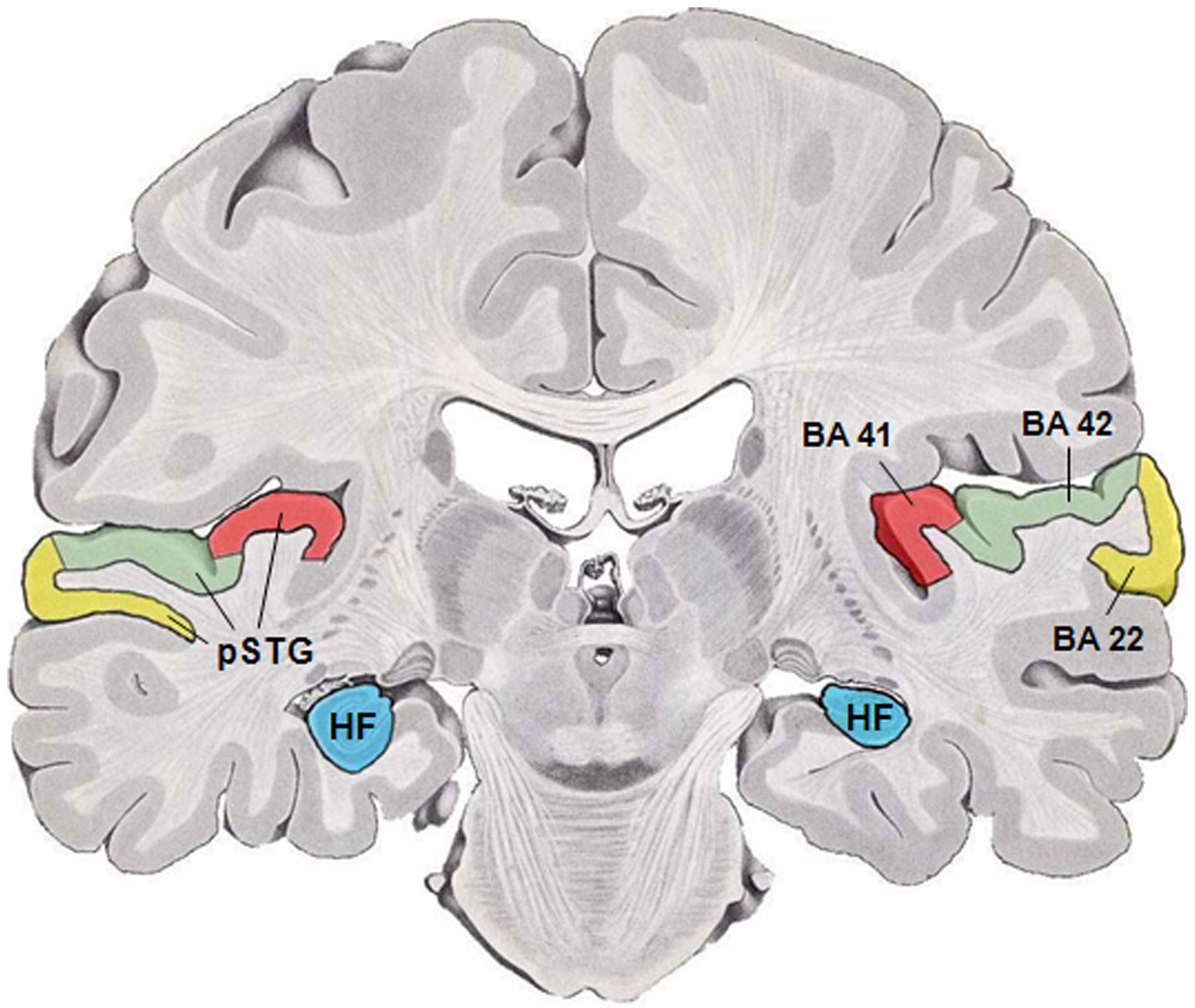
Àrees del lòbul temporal: circumvolució temporal posterior superior (pSTG) i formació hipocampal rostrocaudal intermèdia (HF).

Està delimitat rostralment per l'àrea de Brodmann 38, medialment per l'àrea de Brodmann 42, ventrocaudalment per l'àrea de Brodmann 21 i dorsocaudalment per l'àrea de Brodmann 40 i l'àrea de Brodmann 39. Aquestes regions corticals envolten la cisura de Silvia posterior inferior esquerra.

## Llenguatge
Les àrees de Brodmann rellevants per al llenguatge inclouen l'àrea de Broca (BA 44/45) i l'àrea de Wernicke (BA 42/22), on l'àrea de Broca és responsable de la producció del llenguatge i l'àrea de Wernicke és responsable de la comprensió del llenguatge.

## Funció
L'àrea de Brodmann 22 (BA 22) combinada amb l'àrea de Brodmann 42 (BA 42) forma l'àrea de Wernicke a la circumvolució temporal superior del lòbul temporal. Utilitzant la citoarquitectura, BA 22 es troba a la circumvolució temporal superior, que la separa de l'escorça auditiva primària i secundària. BA 22 està connectat amb el processament del so no verbal a l'hemisferi dret del cervell associat amb l'activació de l'escorça auditiva. Més funcions associades amb el llenguatge a l'àrea 22 de Brodmann inclouen la producció d'oracions, el processament semàntic i el processament de sons complexos. Aquesta àrea del cervell humà dóna suport al processament lèxic i semàntic i és responsable de la comprensió i producció del llenguatge. Es demostra que l'àrea de Wernicke afavoreix la lèxicosemàntica perquè les lesions en aquesta àrea provoquen dificultats per mostrar la selecció de paraules durant la producció del llenguatge.

### Afàsia de Wernicke
Com que l'àrea de Wernicke afavoreix la comprensió del llenguatge al lòbul temporal, les lesions a l'escorça auditiva esquerra, concretament a BA 22, provoquen afàsia de Wernicke. L'afàsia de Wernicke, també coneguda com a afàsia receptiva, és un trastorn del llenguatge que es caracteritza per la dificultat de comprendre el llenguatge. Aquest trastorn varia en els resultats segons la gravetat i la localització del dany cerebral, que normalment es deu a un ictus. Els pacients diagnosticats amb afàsia de Wernicke presenten una entonació i una velocitat de parla normals, però tenen dificultats per entendre les diferents paraules d'una llengua. Moltes persones tenen poca consciència quan cometen errors en la parla, però normalment són capaces de produir estructures de frases normals quan parlen. Aquestes frases produïdes per pacients amb afàsia de Wernicke sovint són difícils d'entendre per als altres a causa dels problemes de selecció i comprensió de paraules. Aquestes dificultats es mostren a nivell lèxic; per exemple, els pacients sovint tenen dificultats per anomenar figures a causa de l'accés a paraules del lèxic.

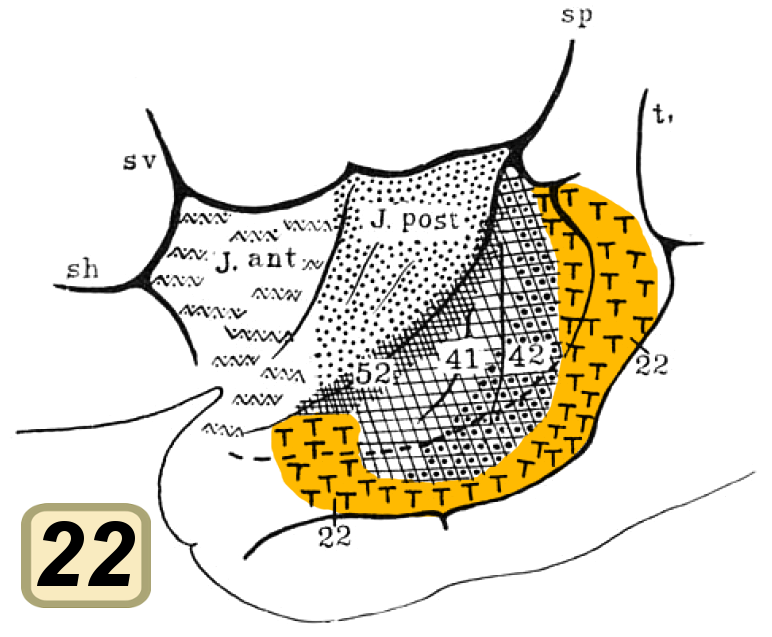
Àrea de Brodmann 22 dins del solc lateral

## Metodologia
Els mètodes utilitzats per comprendre l'activitat funcional en BA 22 consisteixen principalment en la ressonància magnètica funcional. La ressonància magnètica funcional (fMRI) és una tècnica de neuroimatge que s'utilitza per entendre com es processa el llenguatge a la BA 22. La ressonància magnètica (RM) és una tècnica que s'utilitza per estudiar el volum de la substància grisa i la substància blanca a l'àrea 22 de Brodmann per trobar dèficits en el volum estructural.

### Parcel·lacions
Les àrees de Brodmann es basen en la parcel·lació citoarquitectònica utilitzant la numeració associada a ubicacions del cervell per il·lustrar l'activitat funcional. BA 22 es separa de l'escorça auditiva primària i secundària mitjançant la parcel·lació citoarquitectònica. Les parcel·lacions basades en la connectivitat a BA 22 es poden dividir en tres subparts: subparts posterior, mitjana i anterior del gir temporal superior. L'ús de parcel·lacions basades en la connectivitat implica connexions entre fibres blanques a diferents àrees del cervell. Les parcel·lacions citoarquitectòniques i les parcel·lacions basades en la connectivitat són dues maneres de descompondre el cervell en l'estructura i les fibres de connexió de l'Àrea de Brodmann 22.